# Argyrogrammana amalfreda
Argyrogrammana amalfreda is een vlindersoort uit de familie van de prachtvlinders (Riodinidae), onderfamilie Riodininae.
Argyrogrammana amalfreda werd in 1887 beschreven door Staudingerl.